# Billy Konchellah
Billy Konchellah (* 20. října 1961) je bývalý keňský atlet, běžec, který se věnoval středním tratím. Jeho hlavní disciplínou byl běh na 800 metrů, ve kterém se stal dvakrát mistrem světa.
V olympijském finále běhu na 800 metrů v Los Angeles doběhl čtvrtý. V této disciplíně zvítězil na mistrovství světa v Římě v roce 1987 a na světovém šampionátu v Tokiu v roce 1991. O dva roky později na mistrovství světa ve Stuttgartu vybojoval v závodě osmistovkařů bronzovou medaili.